# Hogback von Inchcolm

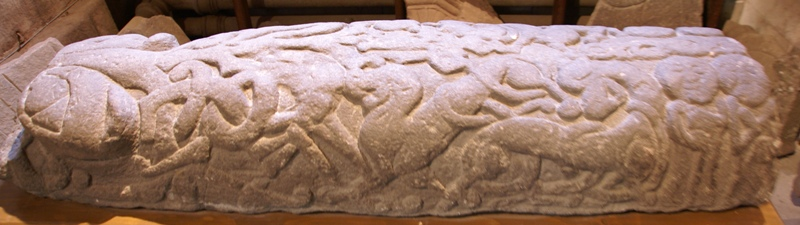
Ähnlicher Hogback in der Kirche von Brechin

Der Hogback von Inchcolm (englisch Inchcolm Hogback Stone oder „Inchcolm Abbey“) ist ein stark abgewitterter, wikingerzeitlicher (800–1050 n. Chr.) skulptierter Grabstein von der Insel Inchcolm (irisch Innis Choluim – deutsch „Insel des heiligen Columba“), im Firth of Forth in der Grafschaft Fife, in Schottland.

## Beschreibung und Geschichte
Dieser so genannte „Schweinerückenstein“ aus der Mitte des 10. Jahrhunderts ist einer der wenigen in situ gefundenen Hogbacks und gilt als einer der ältesten in Schottland. Er hat Ähnlichkeit mit dem Hagback der St Kentigern’s Church in Aspatria sowie Lowther und Wycliffe in Nordengland.
Der Hogback misst etwa 1,5 × 0,55 × 0,3 m und wurde lange von einem niedrigen Eisengitter umschlossen. Er hat zoomorphe Enden und eine verwitterte menschliche Figur mit zum Gebet erhobenen Armen (Adorant) in der Mitte der vertikalen Ostseite. Um das „Hogback Monument“ vor Witterungseinflüssen zu schützen, wurde beschlossen, es in den Innenraum zu versetzen. Im Zusammenhang mit dieser Operation wurde eine Fläche von 5,0 m × 6,5 m um den Stein ausgegraben. Eine Mitteilung aus dem 16. Jahrhundert erwähnt ein Steinkreuz in der Nähe des Hogback. Das Ziel der Grabung war es, Belege für das Kreuz zu finden und die unmittelbare Umgebung des Hogback auf unbekannte Zusammenhänge zu untersuchen.
Rund um den Stein lagen vier Gruben mit menschlichen Knochen, die wahrscheinlich die Umbettung der Gebeine repräsentieren, die während der letzten Bauarbeiten auf der Insel erfolgte.